# Karl Linser
Karl Gottlieb Linser (* 10. September 1895 in Pforzheim; † 27. April 1976 in Ost-Berlin) war ein deutscher Dermatologe. Er fungierte von August 1947 bis November 1948 als Präsident der Deutschen Zentralverwaltung für das Gesundheitswesen in der Sowjetischen Besatzungszone sowie von 1950 bis 1962 als Professor für Dermatovenerologie an der Humboldt-Universität zu Berlin und Direktor der Hautklinik der Charité. In den 1920er Jahren entwickelte er das erste industriell hergestellte Medikament zur sklerosierenden Verödung von Krampfadern.

## Leben
Karl Linser wurde 1895 in Pforzheim als Sohn eines Lehrers geboren und absolvierte in Karlsruhe das Gymnasium. Nachdem er während des Ersten Weltkrieges von 1914 bis 1918 Militärdienst geleistet hatte, studierte er von 1918 bis 1922 Medizin an den Universitäten Würzburg und Heidelberg. Nach seiner Promotion 1922 in Heidelberg war er von 1922 bis 1924 als Assistenzarzt an der Hautklinik der Universität Tübingen, 1924 in Breslau und 1925 an der Hautklinik der Universität Wien sowie in den Jahren 1925/1926 am St.-Louis-Hospital in Paris tätig. Von 1926 bis 1933 wirkte er als niedergelassener Hautarzt als Sozius von Eugen Galewsky in Dresden. Im Jahr 1933 übernahm er die Leitung der Abteilung für Hautkrankheiten am Waldparkkrankenhaus und an der Kinderpoliklinik des Krankenhauses in Dresden-Johannstadt.

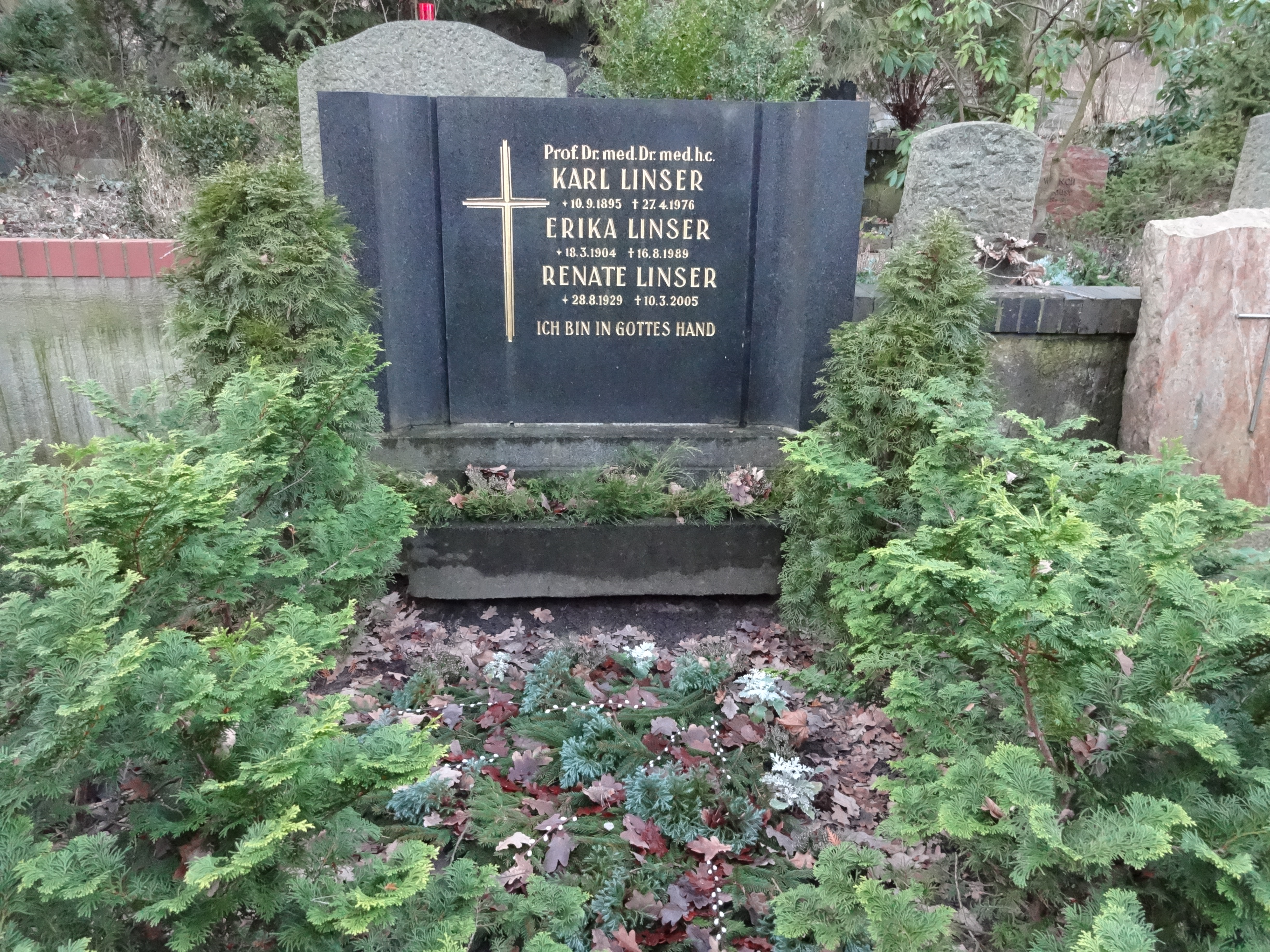
Grabstätte

Nach dem Ende des Zweiten Weltkrieges fungierte er in den Jahren 1945/1946 als Chefarzt der Hautklinik des Krankenhauses in Dresden-Friedrichstadt. Im April 1947 wurde er zum Ordinarius für Dermatovenerologie an die Universität Leipzig berufen. Bereits im August des gleichen Jahres folgte die Ernennung zum Präsidenten der Deutschen Zentralverwaltung für das Gesundheitswesen in der Sowjetischen Besatzungszone. In diesem Amt, das er bis November 1948 ausübte, folgte er Paul Konitzer, der im April 1947 aufgrund von Anschuldigungen mit Bezug zur Behandlung sowjetischer Kriegsgefangener im Kriegsgefangenenlager Zeithain vom NKWD verhaftet worden war. Nachdem er zwei Jahre später Leiter der Hauptabteilung Gesundheitswesen im Ministerium für Arbeit und Gesundheitswesen der Deutschen Demokratischen Republik (DDR) geworden war, wirkte er von 1950 bis zu seiner Emeritierung im Jahr 1962 als Ordinarius für Dermatovenerologie an der Humboldt-Universität zu Berlin und Direktor der Hautklinik der Charité. 1951 wurde er darüber hinaus ärztlicher Direktor des Klinikums Berlin-Buch und Chefarzt von dessen Hautklinik.
Karl Linser war seit 1928 verheiratet und starb 1976 in Berlin. Er wurde auf dem Friedhof Rahnsdorf-Wilhelmshagen beigesetzt.

## Wirken
Schwerpunkte des ärztlichen und wissenschaftlichen Wirkens von Karl Linser waren die Phlebologie, die Klimatherapie sowie die Behandlung von sexuell übertragbaren Krankheiten, von Hautkrebserkrankungen und von Hauttuberkulose. Während seiner Zeit in Tübingen entwickelte er mit einer auch als Linsersche Lösung oder Varicophtin bezeichneten hochprozentigen Natriumchloridlösung mit Zusatz von Procain das erste industriell hergestellte Medikament zur sklerosierenden Verödung von Krampfadern, 1935 berichtete er über die Behandlung der Gonorrhoe mit Sulfonamid. Er richtete außerdem 1958 auf der Insel Rügen eine Klimastation für Ekzempatienten ein und organisierte 1965 mit Ekzem- und Asthma-Erkrankten eine klimatherapeutische Schiffsreise mit der Völkerfreundschaft zu den Kanarischen Inseln.

## Auszeichnungen und Ehrungen
Karl Linser wurde 1951 als Verdienter Arzt des Volkes ernannt und erhielt 1959 den Goethepreis der Stadt Berlin. Von der Universität Leipzig wurde ihm 1959 der Ehrendoktortitel verliehen. Im Jahr 1970 wurde er mit dem Vaterländischen Verdienstorden (VVO) in Gold ausgezeichnet, zu welchem er 1975 auch die Ehrenspange erhielt. Im Jahr 1988 wurde die Medizinische Abteilung I der Heilanstalten in Berlin-Buch mit dem Ehrentitel „Karl Linser“ versehen.

## Publikationen
- Die Geschlechtskrankheiten: Ihre Gefahren für Familie und Volk, ihre Behandlung und Bekämpfung. Dresden 1941, 1946
- Das Wesen der Geschlechtskrankheiten. Berlin 1953, 1956, 1957, 1959
- Die Hochseeklimakur: Grundlagen, Probleme sowie klinische und psychologische Ergebnisse bei endogenem Ekzem und Asthma bronchiale. Leipzig 1969